# Clític
En lingüística un clític és un morfema o paraula gramaticalment independent però fonèticament dependent o, cosa que és el mateix, que en la pronunciació sempre apareix lligat a una de les paraules adjacents.
S'anomenen proclítics els clítics que apareixen al davant de la paraula i enclítics els que apareixen després de la paraula.
Els clítics poden ser de qualsevol categoria gramatical, però sovint són pronoms, determinants, preposicions o altres marques de categories gramaticals.
Són exemples de clítics:
- marques de cas, com el possessiu 's  de l'anglès: The King's English
- pronoms àtons, com els pronoms febles catalans.
- determinants àtons, com els articles en la majoria de llengües que en tenen.
- la conjunció llatina que: Senatus Populusque Romanus

Cal notar que l'ortografia no sempre és una bona guia per identificar els clítics: es poden trobar casos escrits com a paraules independents, separats per caràcters especials (per exemple apòstrof o guionet), o aglutinats en una sola paraula en l'escriptura.

## Clítics en català
En català es comporten com a clítics les paraules àtones, totes monosíl·labes:
- Els articles determinats i personals: el la els les en na
- Els pronoms febles: em et es ens us en hi ho el la els les li
- Els possessius àtons: mon ton ma ta sa mos tos sos mes tes ses
- Les conjuncions àtones: i ni que si
- Les preposicions àtones: a amb de en per
- De vegades, algunes formes dels verbs auxiliars: has ha han vas va van

Cal notar que en els dialectes orientals catalans, en tots aquests casos s'apliquen les regles de neutralització de vocals àtones (exemples: ens direu [ənzdi'rɛw], dir-nos ['dirnus]), i les vocals altes /i,u/ en contacte amb una altra vocal es redueixen a les seves formes consonàntiques [j,w] (exemples: hi anirà [jəni'ra], ho agafarà [wəɣəfə'ra]).

### Classificació
De clítics també en podem trobar quatre classes o grups
- Clítics argumentals: La substitució d'un dels possibles arguments d'un predicat verbal és la funció més típica dels pronoms. La predicació d'una oració s'estructura al voltant d'un predicat, el verb i una sèrie d'arguments, és a dir, una sèrie d'elements que són indispensables per al significat del verb: subjecte, complement directe, complement indirecte i complement de règim verbal.

Aquesta classe de clítics es caracteritzen pel fet que sense ells la bona formació de la frase no seria possible i, d'aquesta manera, són obligatoris quan els sintagmes no hi apareixen o si no es troben a l'interior del sintagma verbal perquè han estat dislocats o tematitzats. Si es dona aquesta última situació, quedarà palès amb un pronom de represa que representa l'argument dislocat a una posició externa.
- Clítics adjunts: Aquest tipus de clítics, a diferència dels anteriors, es caracteritzen pel fet que no són exigits pel verb, no són indispensables perquè l'oració tingui sentit. Tot i que es tracta de complements opcionals, moltes vegades el fet que hi apareguin o no depèn del tipus de verb. Les funcions sintàctiques que podem incloure en un apartat són les de datiu benefactiu, datiu possessiu i datiu ètic, mentre que d'un altre grup hi incloem les funcions de subjecte impersonal i complement circumstancial.

Els clítics datius i els impersonals, per tant, tenen funcions antagòniques, ja que els primers subministren a l'oració un complement de persona afectada, i els altres ometen un dels participants de l'acció expressada pel verb.
D'altra banda, els que anomenem clítics circumstancials i, com el seu nom indica, expressen les circumstàncies en les quals es realitza l'acció verbal, en altres paraules, el lloc en què es produeix aquesta predicació i que queda establert amb el complement locatiu, un segon agent que participa en l'acció sense ser-ne el responsable i que anomenem complement agent i un altre que qualifiquem d'instrument i que expressa els mitjans que s'han utilitzat per a dur a terme l'acció.
- Clítics predicatius: Se'n diuen així els que no remeten a referents, sinó que representen sintagmes amb un valor predicatiu. Aquests clítics en qüestió apareixen en oracions en què la força predicativa recau en un element que, en aquest cas, no és el verb. D'aquesta manera, podem parlar d'oracions amb verb copulatiu, verb quasicopulatiu o oracions predicatives. Amb aquest tipus de clítics podem associar les funcions sintàctiques d'atribut, complement predicatiu i circumstancial de manera.

- Clítics inherents: Els inherents no fan la funció d'un sintagma, ja que adopten el comportament propi dels afixos derivatius, ja que es combinen amb verbs determinats per crear verbs amb un significat precís i una estructura argumental pròpia. Cal dir, però, que aquest procediment de l'afixació amb clític incideix sobre un grup de verbs reduït i que és el resultat d'un procés de lexicalització o de fusió entre el clític i el verb.